# Guraleus deshayesii
Guraleus deshayesii is een slakkensoort uit de familie van de Mangeliidae. De wetenschappelijke naam van de soort is voor het eerst geldig gepubliceerd in 1860 door Dunker.